# ゾンビ (カクテル)

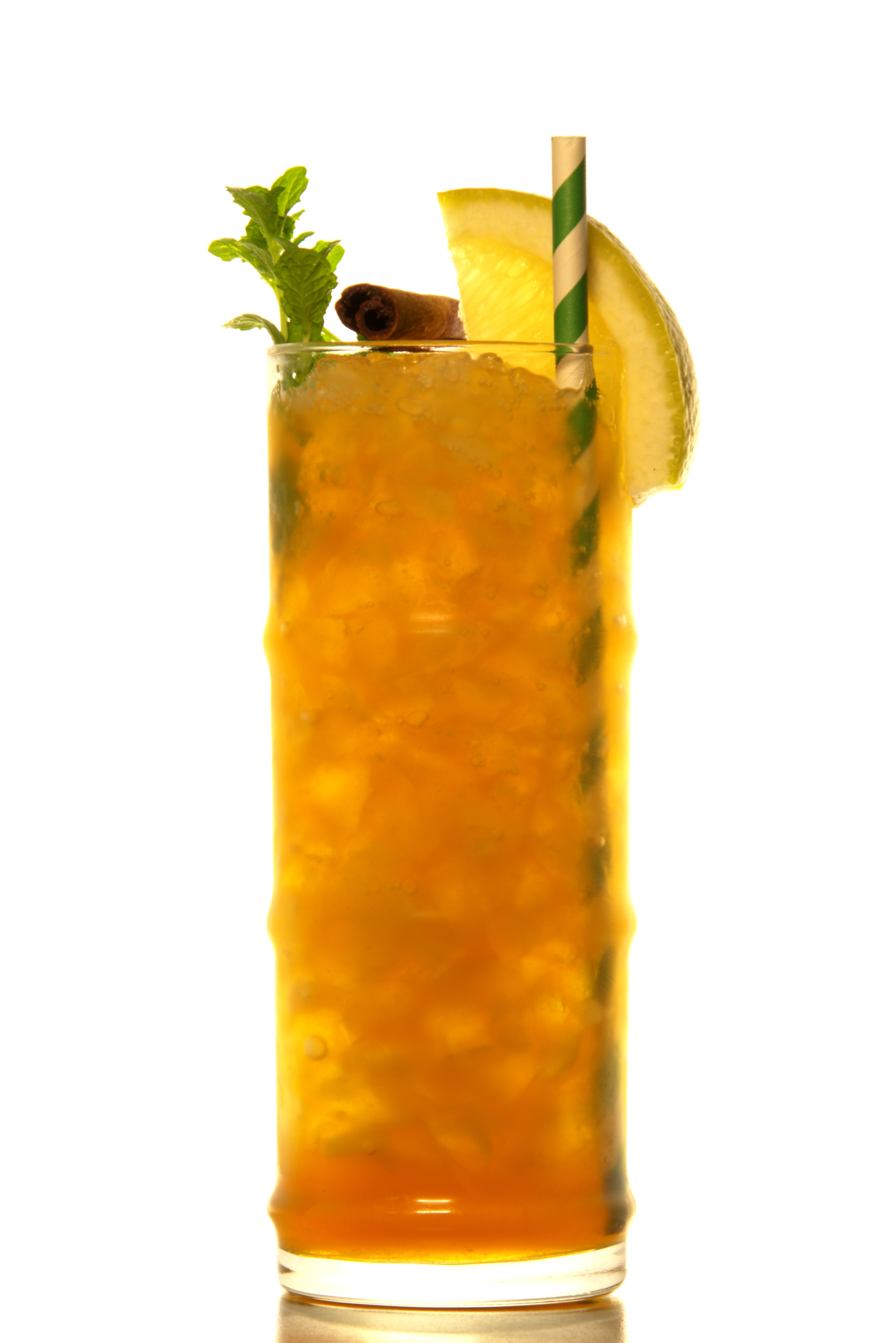
ゾンビの一例

ゾンビ（英語: Zombie）はラム酒ベースのカクテル。
映画『ティファニーで朝食を』のパーティーシーンでオードリー・ヘップバーンが飲んでいたことで有名。

## 標準的なレシピ
1974年にアメリカ合衆国農務省林野局によって作成されたレシピは以下の通り。
- ジャマイカ・ラム 1oz
- ラム 2.5oz
- デメララ・ラム 1/2oz
- アプリコット・ブランデー 1/2oz
- レモンの絞り汁 4個分
- 甘味料の入っていないパイナップルジュース 1oz
- パッションフルーツジュース 1oz
- オレンジジュース
- レッドチェリー 1個
- ミントの葉 1枚

### 作り方
ラム酒3種、アプリコット・ブランデー、レモンの絞り汁、パイナップルジュース、パッションフルーツジュース、オレンジジュース、氷をシェイクする。グラスに注ぎ、レッドチェリーとミントをデコレーションする。ストローを添える。